# سماح حمد
سماح أبو عون واسمها الكامل سماح عبد الرحيم حسين حمد (أم عمر؛ 9 يوليو 1976 – ) مهندسة كيميائية وإدارية وسيدة أعمال فلسطينية، تشغل منذ مارس 2024 منصب وزير وزارة التنمية الاجتماعية ضمن حكومة محمد مصطفى.

## حياتها
في 28 مارس 2024، اعتمد الرئيس محمود عباس التشكيلة الوزارية للحكومة الفلسطينية التاسعة عشرة التي يرأسها محمد مصطفى ومنحها الثقة. وفي 31 مارس 2024، أدت أبو عون اليمين القانونية وزيرةً لوزارة التنمية الاجتماعية في مقر الرئاسة الفلسطينية بمدينة البيرة.
كُلفت بمهام وزير الدولة لشؤون الإغاثة بالإنابة بعد وفاة الوزير باسل ناصر في يناير 2025.
كُلفت بتسيير أعمال وزارة التخطيط والتعاون الدولي في 22 مايو 2025 إثر موافقة الرئيس عباس على استقالة الوزير وائل زقوت لأسباب خاصة. واستمرت في المنصب حتى تعيين اسطيفان سلامة وزيرًا للوزارة في 23 يونيو 2025.